# Чалдаллакова, Тезагюль Месроповна
Тезагюль Месроповна Чалдаллакова (удин. Чаллари Таьзаьгуьл Месропи хинар, азерб. Təzəgül Mesropovna Çaldəlləyova; 14 ноября 1912, Нидж, Нухинский уезд — 1986, там же) — советский азербайджанский табаковод, Герой Социалистического Труда (1949).

## Биография
Родилась 14 ноября 1912 года в селе Нидж Нухинского уезда Елизаветпольской губернии (ныне посёлок в Габалинском районе Азербайджана). По национальности удинка.
С 1935 года — колхозница, звеньевая колхоза имени Кирова Куткашенского района Азербайджанской ССР. В 1948 году получила урожай табака сорта «Трапезонд» 26,5 центнеров с гектара на площади 3,5 гектаров.
Указом Президиума Верховного Совета СССР от 1 июля 1949 года за получение высоких урожаев табака в 1948 году Чалдаллаковой Тезагюль Месроповне присвоено звание Героя Социалистического Труда с вручением ордена Ленина и золотой медали «Серп и Молот».
С 1970 года — пенсионер союзного значения.
Скончалась в 1986 году.